# Kantonsschule Stadelhofen
Die Kantonsschule Stadelhofen (KST) ist eine öffentliche Mittelschule in Zürich, mit den Maturitätsprofilen altsprachlich, neusprachlich, musisch und mathematisch-naturwissenschaftlich. Die Schule besteht in ihrer heutigen Form seit 1975. Es werden etwa 700 Schüler unterrichtet.

## Geschichte
1874 beschloss die Stadt Zürich, eine höhere Töchterschule zu errichten. Sie war ab 1913 im Gebäude der heutigen Kantonsschule Hohe Promenade untergebracht, in der heute unter anderem der Unterricht in den naturwissenschaftlichen Fächern der Kantonsschule Stadelhofen stattfindet. Da die Schülerzahl der Töchterschule weiter anstieg, wurden mehrere zusätzliche Gebäude gebaut, bis 1963–1966 das heutige Hauptgebäude gebaut wurde. Seit 1975 steht die Schule auch für männliche Schüler offen, was die Gründung der heutigen Schule bedeutete. In den letzten Jahren wurden wegen der weiter steigenden Schülerzahlen zusätzliche Räumlichkeiten angemietet.

## Architektur
Das Hauptgebäude wurde vom Architekten Paul W. Tittel gebaut. Es ist stufenförmig an einen Hang gebaut; im untersten und im obersten Stock liegt ein Ausgang. Mit Hilfe von Atrien wurden Grünanlagen ins Innere der Schule miteinbezogen.
An dem Nebengebäude, das die Mensa, Turnhallen und Unterrichtsräume beherbergt und welches gemeinsam mit der benachbarten Kantonsschule Hohe Promenade genutzt wird, sind Photovoltaikanlagen zur Gewinnung von Solarstrom angebracht.

## Schulinterne Struktur
Analog zu allen anderen Zürcher Kantonsschulen ist die Kantonsschule Stadelhofen der Zürcher Bildungsdirektion unterstellt und wird von einer Schulleitung geführt, die aus Vertretern der Lehrerschaft gebildet wird.
Eine Mitsprache bei Entscheidungen die zum Rahmen der Befugnisse der einzelnen Kantonsschulen gehören, hat die Schülerschaft vertreten durch die Schülerorganisation (SO). Diese setzt sich aus den Klassendelegierten und den Mitgliedern des Schülerorganisations-Vorstands (SOV) zusammen.
An Lehrerkonventen ist die Schülerschaft durch den SOV vertreten, der über drei Stimmen verfügt. Der SOV ist zudem jederzeit berechtigt Kontakt zur Schulleitung oder einzelnen Lehrern aufzunehmen.

## Schülerschaft
Das Alter der Schülerschaft der Kantonsschule Stadelhofen liegt zwischen 13 und 21 Jahren.
Die Delegiertenversammlung ist die Legislative der Schülerschaft. Aus ihr kommen Anträge (Petitionen) oder Forderungen (Initiativen) an den Schülerorganisationsvorstand (SOV). Damit eine Initiative vom SOV bearbeitet werden muss, braucht es aber eine Mehrheit der Delegiertenversammlung. Aus jeder Klasse gibt es einen Vertreter und dessen Stellvertreter (Delegierte genannt), die vom SOV viermal im Jahr zu einer Delegiertenversammlung aufgeboten werden, an welcher schulpolitische Themen diskutiert, verabschiedet oder abgelehnt werden. Die Delegiertenversammlung wählt auch den SOV.
Der SOV ist die Exekutive der Schülerschaft. Die Anzahl der Mitglieder des SOV ist nicht festgelegt, jedoch sollte diese nicht über 12 Mitglieder steigen. Der SOV diskutiert und bearbeitet schulpolitischen Themen und vertritt die Schülerschaft gegenüber der Schulleitung und den Lehrpersonen. In dieser Funktion hat er drei vollzählende Stimmen im Lehrerkonvent.
Zudem organisiert der SOV verschiedene jährliche Anlässe für die Schülerschaft wie die Ballnacht und den Skitag. Zusammen mit der Lehrerschaft und der Schulleitung wird alle vier Jahre ein Schulhausfest organisiert.

## Mediothek
Schon zur Töchterschulzeit standen den Schülerinnen in der Schule Bücher zur Ausleihe zur Verfügung. Die paar hundert Bücher konnten in der grossen Pause von den Gestellen auf der Galerie ausgeliehen werden. Dieser Bestand wurde kontinuierlich vergrössert und im Lauf der 1990er Jahre in einer Datenbank erfasst. Heute bietet die Mediothek im zweiten Stock des Hauptgebäudes einen Bestand von gut 22'000 Medien an, verteilt auf die Mediothek, das Magazin und die Fachschaftbibliotheken.
Neben einer grossen Auswahl an deutscher Belletristik finden sich belletristische Werke und entsprechende Sekundärliteratur in englischer, französischer, spanischer, italienischer, lateinischer und griechischer Sprache. Eine reiche Auswahl an Kunstbänden aller Stile und Epochen dient dem Unterricht in Bildnerischem Gestalten und kunstgeschichtlichen Betrachtungen. Ein breites Angebot an Sachliteratur, Hörbüchern, DVDs, Musik-CDs und Zeitschriften in verschiedenen Sprachen rundet den Bestand ab. Auch Foto- und Videokameras, MacBooks, Kopfhörer und andere Geräte stehen zur Ausleihe bereit.
Die Mediothek ist Mitglied in der Arbeitsgemeinschaft Deutschschweizer Mittelschulmediotheken ADM, in der Schweizerischen Arbeitsgemeinschaft der allgemeinen und öffentlichen Bibliotheken SAB und im Bibliotheksverband Bibliothek Information Schweiz (BIS) und beteiligt sich an Projekten zur Förderung der Vernetzung, der Qualität und der Informationskompetenz.